# Mora (Toledo)
Mora és un municipi de la província de Toledo, a la comunitat autònoma de Castella la Manxa. Limita amb Villamuelas i Huerta de Valdecarábanos al nord, Villanueva de Bogas i Tembleque a l'est, Turleque, Consuegra i Los Yébenes al sud, Manzaneque i Orgaz a l'oest i Mascaraque al nord-oest.

## Demografia
| 1996  | 1998  | 1999  | 2000  | 2001  | 2002  | 2003  | 2004  | 2005  | 2006   |
| ----- | ----- | ----- | ----- | ----- | ----- | ----- | ----- | ----- | ------ |
| 9.312 | 9.339 | 9.352 | 9.371 | 9.519 | 9.587 | 9.722 | 9.814 | 9.884 | 10.072 |

## Administració
| Període      | Nom de l'alcalde/-essa             | Partit polític | Data de possessió |
| ------------ | ---------------------------------- | -------------- | ----------------- |
| 1979 - 1983  | Valentín Bravo Martín              | UCD            | 19/04/1979        |
| 1983 - 1987  | Valentín Bravo Martín              | Independent    | 28/05/1983        |
| 1987 - 1991  | Leocadio Martín Nuñez              | PSOE           | 30/06/1987        |
| 1991 - 1995  | Valentín Bravo Martín-Pintado      | PP             | 15/06/1991        |
| 1995 - 1999  | Leocadio Martín Nuñez              | PSOE           | 17/06/1995        |
| 1999 - 2003  | Leocadio Martín Nuñez              | PSOE           | 03/07/1999        |
| 2003 - 2007  | Leocadio Martín Nuñez              | PSOE           | 14/06/2003        |
| 2007 - 2011  | Jose Manuel Villarrubia De La Rosa | PSOE           | 16/06/2007        |
| 2011 - 2015  | n/d                                | n/d            | 11/06/2011        |
| 2015 - 2019  | n/d                                | n/d            | 13/06/2015        |
| 2019 - 2023  | n/d                                | n/d            | 15/06/2019        |
| Des del 2023 | n/d                                | n/d            | 17/06/2023        |

## Personatges il·lustres
- Juan Gálvez: pintor.
- Ventura Jiménez: militar, heroi de la Guerra de la Independència.
- Baldomero de Torres: heroi de la Guerra de la Independència.
- Fidel Marín del Campo: militar.
- Manuel Clemente López del Campo (1844-): sacerdot.
- Juan Marín del Campo: escriptor.
- Pedro Ruiz de los Paños (1881-1936): sacerdot.
- Anastasio de Gracia (1890-1980): polític.
- Gabino Martín Montoro (-1964): sacerdot.
- Rafael Fernández Pombo (1927-1992): escriptor.